# Championnats du monde d'aviron 1993
Navigation
Édition précédente Édition suivante
Les championnats du monde d'aviron 1993, vingt-troisième édition des championnats du monde d'aviron, ont lieu du 30 août au 5 septembre 1993 à Račice, en République tchèque.

## Podiums

### Hommes
| Épreuve      | Or | Or            | Argent | Argent        | Bronze | Bronze        |
| ------------ | --- | ------------- | --- | ------------- | --- | ------------- |
| M1x          | Canada Derek Porter | 6 min 59 s 03 | Tchéquie Václav Chalupa | 7 min 00 s 56 | Allemagne Thomas Lange | 7 min 04 s 35 |
| M2x          | France Samuel Barathay Yves Lamarque | 6 min 24 s 69 | Norvège Lars Bjønness Rolf Thorsen | 6 min 28 s 42 | Allemagne Christian Händle Peter Uhrig | 6 min 29 s 03 |
| M4x          | Allemagne Andreas Hajek André Steiner Stephan Volkert André Willms | 5 min 43 s 99 | Ukraine Oleksandr Marchenko Leonid Shaposhnykov Mykola Chupryna Oleksandr Zaskalko                                                                      | 5 min 46 s 25 | Italie Alessandro Corona Gianluca Farina Rossano Galtarossa Massimo Paradiso                                                                        | 5 min 47 s 07 |
| M2+          | Grande-Bretagne Greg Searle Jonny Searle Garry Herbert | 7 min 01 s 50 | Italie Carmine Abbagnale Giuseppe Abbagnale Giuseppe Di Capua                                                                                           | 7 min 03 s 59 | Allemagne Michael Peter Thomas Woddow Kuno Hochhuth                                                                                                 | 7 min 04 s 91 |
| M2-          | Grande-Bretagne Matthew Pinsent Steve Redgrave | 6 min 36 s 98 | Allemagne Detlef Kirchhoff Hans Sennewald | 6 min 38 s 51 | Slovénie Iztok Čop Denis Žvegelj | 6 min 39 s 58 |
| M4+          | Roumanie Dorin Alupei Iulică Ruican Neculai Țaga Viorel Talapan Marin Gheorghe | 6 min 14 s 64 | Tchéquie Petr Blecha Michal Dalecký Jiří Šefčík Pavel Sokol Oldřich Hejdušek                                                                            | 6 min 17 s 50 | Allemagne Stefan Forster Mark Kleinschmidt Ulrich Viefers Marc Weber Guido Groß                                                                     | 6 min 17 s 78 |
| M4-          | France Michel Andrieux Daniel Fauché Philippe Lot Jean-Christophe Rolland | 6 min 04 s 54 | Pologne Wojciech Jankowski Maciej Lasicki Jacek Streich Tomasz Tomiak                                                                                   | 6 min 06 s 63 | États-Unis Thomas Bohrer Sean Hall Jeffrey Klepacki James Neil                                                                                      | 6 min 08 s 50 |
| M8+          | Allemagne Roland Baar Peter Hoeltzenbein Andreas Lütkefels (de) Frank Richter Stefan Scholz (de) Martin Steffes-Mies (de) Thorsten Streppelhoff Colin von Ettingshausen Peter Thiede | 5 min 37 s 08 | Roumanie Dorin Alupei Vasile Măstăcan Vasile Năstase Cornel Nemțoc Valentin Robu Iulică Ruican Viorel Talapan Ioan Vizitiu Marin Gheorghe               | 5 min 39 s 33 | États-Unis Jonathan Brown William Castle Fredric Honebein Jamie Koven Thomas Murray Michael Peterson William Porter Don Smith Steven Segaloff       | 5 min 41 s 47 |
| Poids légers | |               | |               | |               |
| LM1x         | Grande-Bretagne Peter Haining | 7 min 05 s 34 | Australie Stephen Hawkins | 7 min 06 s 66 | Pays-Bas Pepijn Aardewijn | 7 min 07 s 70 |
| LM2x         | Australie Bruce Hick Gary Lynagh | 6 min 20 s 64 | Suisse Markus Gier Michael Gier | 6 min 20 s 73 | Italie Francesco Esposito Paolo Pittino | 6 min 21 s 94 |
| LM4x         | Autriche Gernot Faderbauer Walter Rantasa Christoph Schmölzer Wolfgang Sigl | 5 min 49 s 30 | Allemagne Klaus Götte Frank Günder Andreas Lutz Bernhard Rühling Italie Michelangelo Crispi Enrico Gandola Massimo Lana Ivano Zasio                     | 5 min 51 s 00 | non attribuée | non attribuée |
| LM2-         | Espagne Fernando Climent Fernando Molina Castillo | 6 min 39 s 34 | Russie Vladimir Mitiuchev Alexandr Ustinov | 6 min 40 s 77 | Allemagne Stephan Fahrig Herbert Vogt | 6 min 40 s 79 |
| LM4-         | États-Unis Thomas Beetham Matthew Collins Chris Kerber Jonathan Moss | 6 min 03 s 27 | Suisse Markus Feusi Reto Fierz Nicolai Kern Hubert Wagner                                                                                               | 6 min 03 s 99 | Italie Sabino Bellomo Franco Cattaneo Danilo Fraquelli Alfredo Striani                                                                              | 6 min 04 s 59 |
| LM8+         | Canada Dave Boyes Christopher Cookson Robert Fontaine Gavin Hassett Jeffrey Lay Brian Peaker Peter Sommerwil Bryan Thompson Pat Newman                                               | 5 min 39 s 17 | Danemark Johnny Bo Andersen Svend Blitskov Eskild Ebbesen Niels Henriksen Jeppe Jensen Kollat Jacob Meyer Thomas Poulsen Bo Vestergaard Stephen Masters | 5 min 41 s 25 | Italie Enrico Barbaranelli Carlo Gaddi Carlo Grande Pasquale Marigliano Leonardo Pettinari Paolo Ramoni Fabrizio Ranieri Andrea Re Gaetano Iannuzzi | 5 min 41 s 53 |

### Femmes
| Épreuve      | Or | Or            | Argent | Argent        | Bronze | Bronze        |
| ------------ | --- | ------------- | --- | ------------- | --- | ------------- |
| W1x          | Allemagne Jana Thieme | 7 min 26 s 00 | Canada Marnie McBean | 7 min 27 s 42 | Danemark Trine Hansen | 7 min 28 s 14 |
| W2x          | Nouvelle-Zélande Philippa Baker Brenda Lawson | 7 min 03 s 42 | Allemagne Kathrin Boron Kerstin Köppen | 7 min 05 s 61 | Bulgarie Galina Kamenova Daniela Oronova | 7 min 07 s 26 |
| W4x          | Chine Cao Mianying Gu Xiaoli Liu Xirong Zhang Xiuyun                                                                                             | 6 min 21 s 07 | Allemagne Daniela Molle Kerstin Müller Kristina Mundt Angela Schuster                                                                                       | 6 min 24 s 31 | États-Unis Ruth Davidon Serena Eddy-Moulton Michelle Knox-Zaloon Monica Tranel-Michini                                                                       | 6 min 33 s 98 |
| W2-          | France Hélène Cortin Christine Gossé | 7 min 24 s 74 | Australie Alison Davies Victoria Toogood | 7 min 27 s 21 | États-Unis Elizabeth McCagg Mary McCagg | 7 min 27 s 65 |
| W4-          | Chine Pei Jiayun Wang Shujuan (es) Zhou Yaxin Jing Yanhua                                                                                        | 6 min 42 s 06 | États-Unis Amy Fuller Melissa Iverson Anne Kakela Katherine Scanlon Lewis                                                                                   | 6 min 42 s 72 | Canada Shannon Crawford Julie Jespersen Platt Kelly Mahon Emma Robinson                                                                                      | 6 min 43 s 32 |
| W8+          | Roumanie Angela Alupei Iulia Bobeică-Bulie Veronica Cochelea Lenuta Doroftei Doina Ignat Viorica Neculai Ioana Olteanu Anca Tănase Cristina Ilie | 6 min 18 s 88 | États-Unis Jennifer Dore Catriona Fallon Amy Fuller Anne Kakela Laurel Korholz Elizabeth McCagg Katherine Scanlon Lewis Monica Tranel-Michini Yasmin Farooq | 6 min 20 s 42 | Allemagne Kathrin Haacker Andrea Klapheck Micaela Schmidt-Kubicki Doreen Martin Dana Pyritz Antje Reehag Ute Schell-Stange Stefani Werremeier Doreen Schnell | 6 min 21 s 52 |
| Poids légers | |               | |               | |               |
| LW1x         | Canada Michelle Darvill | 7 min 47 s 14 | Pays-Bas Laurien Vermulst | 7 min 51 s 37 | Danemark Mette Bloch Jensen | 7 min 52 s 52 |
| LW2x         | Canada Colleen Miller Wendy Wiebe | 6 min 59 s 74 | Chine Li Fei Fang Wang | 7 min 01 s 33 | Pays-Bas Ellen Meliesie Cindy Rip | 7 min 01 s 66 |
| LW4-         | Grande-Bretagne Alison Brownless Anna Marie Dryden Jane Hall Tonia Williams                                                                      | 6 min 45 s 30 | Canada Nori Doobenen Tracy Duncan Maureen Harriman Rachel Starr                                                                                             | 6 min 48 s 87 | États-Unis Barbara Byrne Danika Holbrook-Harris Alexandra Overy Alison Shaw                                                                                  | 6 min 49 s 47 |

## Tableau des médailles
| Rang  | Nation           | Or | Argent | Bronze | Total |
| ----- | ---------------- | -- | ------ | ------ | ----- |
| 1     | Canada           | 4  | 2      | 1      | 7     |
| 2     | Grande-Bretagne  | 4  |        |        | 4     |
| 3     | Allemagne        | 3  | 4      | 6      | 13    |
| 4     | France           | 3  |        |        | 3     |
| 5     | Chine            | 2  | 1      |        | 3     |
| 5     | Roumanie         | 2  | 1      |        | 3     |
| 7     | États-Unis       | 1  | 2      | 5      | 8     |
| 8     | Australie        | 1  | 2      |        | 3     |
| 9     | Autriche         | 1  |        |        | 1     |
| 9     | Espagne          | 1  |        |        | 1     |
| 9     | Nouvelle-Zélande | 1  |        |        | 1     |
| 12    | Tchéquie         |    | 2      |        | 2     |
| 12    | Suisse           |    | 2      |        | 2     |
| 14    | Italie           |    | 2      | 4      | 6     |
| 15    | Danemark         |    | 1      | 2      | 3     |
| 15    | Pays-Bas         |    | 1      | 2      | 3     |
| 17    | Norvège          |    | 1      |        | 1     |
| 17    | Pologne          |    | 1      |        | 1     |
| 17    | Russie           |    | 1      |        | 1     |
| 17    | Ukraine          |    | 1      |        | 1     |
| 21    | Bulgarie         |    |        | 1      | 1     |
| 21    | Slovénie         |    |        | 1      | 1     |
| Total | Total            | 23 | 24     | 22     | 69    |